# Thalia's Hits Remixed
Thalia's Hits Remixed е ремикс-албум на Талия, издаден на 25 февруари, 2003 година. Съдържа ремикси на много от нейните хитове, като Amor a la Mexicana, Piel Morena, No Me Ensenaste и Tu y Yo., както и английската версия на Arrasando, наречена It's My Party, която е издадена през 2001 година, но само като сингъл. Също така е включен и специалният микс Entre El Mar y Arrasando Medley, който Талия записва специално през 2001, за да изпълнява на наградите Грами за латино музика, които обаче така и не се състоят, заради атентата в САЩ от 11 септември същата година.

## Песни
1. ?A Quien le Importa? [Club Mix Hex Hector-Mac Qualye Re-Mixes]
2. It's My Party
3. Amor a la Mexicana [Cuca's Fiesta Mix]
4. Piel Morena [Hitmakers Remix]
5. Mujer Latina [Remix Espana]
6. Dance Dance (The Mexican) [Hex Hector-Mac Qualye Radio Remix]
7. No Me Ensenaste [Estefano Remix]
8. Entre el Mar y una Estrella [Pablo Flores Club Mix]
9. Por Amor [Primera Vez Remix]
10. Tu y Yo [Ballad Version]
11. Entre el Mar y una Estrella/Arrasando [Medley]